# Reid Miles
Reid Miles (Chicago, 4 de julio de 1927 – Los Ángeles, 2 de febrero de 1993) fue un diseñador gráfico y fotógrafo estadounidense reconocido por su trabajo con la discográfica de jazz Blue Note.

## Biografía
Tras la separación de sus padres y empujados por la Gran Depresión, Miles se mudó con su madre y su hermana menor a Long Beach, California en 1929, donde residió hasta enlistarse en la Marina al finalizar la secundaria. Después de terminado su servicio, regresó a Los Ángeles para estudiar en el Instituto de Arte Chouinard. Una vez finalizados sus estudios, se trasladó a Nueva York con el objetivo de buscar trabajo. 
Trabajó en Nueva York en la primera mitad de los años 1950 para el pintor y diseñador gráfico John Hermansader y la revista Esquire. Uno de los clientes de Hermansader hacia 1951 era el sello Blue Note, para el cual trabajaba como diseñador en el momento en que trabajaban discos de 10". En 1955, el sello cambió de formato hacia los LPs de 12" y, contratado por el fotógrafo y cofundador Francis Wolff, Miles se incorporó a Blue Note como director de arte para diseñar las portadas de los álbumes. En los años 1950, colaboró cercanamente con el artista Andy Warhol, para el cual llegó a posar desnudo para uno de sus famosos retratos. Uno de los trabajos más destacados de esta dupla es el álbum The Congregation de Johnny Griffin. En sus quince años de trabajo, Miles diseñó arriba de las quinientas portadas, dejando una marca indeleble en el diseño del siglo XX. Frecuentemente incorporaba el trabajo de sesiones fotográficas con Wolff y, posteriormente, fotos propias.
Blue Note fue conocida por las inusuales y llamativas portadas de Miles, destacadas por el uso de fotografías en blanco y negro tintadas, el uso creativo de fuentes sans-serif y el frecuente uso de bandas rectangulares de colores o blancas inspiradas en los diseños de la Bauhaus. 
Miles no estaba particularmente interesado en el jazz, profesando un mayor interés por la música clásica. Para crear las portadas, Miles usaba las descripciones de las sesiones  que le brindaba el productor y cofundador del sellor, Alfred Lion. Blue Note le envió numerosas copias de los discos en los que trabajaba, pero generalmente eran regaladas a amistades o vendidas en tiendas de discos usados.
El retiro de Lion de Blue Note en 1967 coincide con el fin de la conexión de Miles con el sello. Tras desvincularse, se mudó permanentemente a Los Ángeles donde ganó fama por producir la famosa publicidad de Coca Cola que imitaba el trabajo del pintor Norman Rockwell, por el cual fue pagado $1.000.000 al año. Miles continuó trabajando en su estudio de Los Ángeles para varios clientes hasta su muerte en 1993, generada por un infarto producido en una discusión producida por el juicio al que lo condujo remover un auto estacionado ilegalmente en su entrada.

## Discografía seleccionada
- John Coltrane - Blue Train
- Art Blakey and the Jazz Messengers - A Night at Birdland Vol. 1
- Joe Henderson - In 'n Out
- Freddie Hubbard - Hub-Tones
- Lee Morgan - The Rumproller
- Horace Silver - Serenade to a Soul Sister
- Herbie Hancock - Empyrean Isles
- Bud Powell - Bud! The Amazing Bud Powell
- Stanley Turrentine - Hustlin'
- Sonny Clark - Cool Struttin'
- Lou Donaldson - Swing and Soul
- Jackie McLean - Let Freedom Ring
- Duke Pearson - Wahoo!
- Donald Byrd - Royal Flush